# El Nuevo Condado
El Nuevo Condado är en ort i Mexiko.   Den ligger i kommunen Silao de la Victoria och delstaten Guanajuato, i den centrala delen av landet, 290 km nordväst om huvudstaden Mexico City. El Nuevo Condado ligger 1 773 meter över havet och antalet invånare är 674.
Terrängen runt El Nuevo Condado är huvudsakligen platt, men åt nordost är den kuperad. Runt El Nuevo Condado är det ganska tätbefolkat, med 207 invånare per kvadratkilometer. Närmaste större samhälle är Silao, 2,2 km nordost om El Nuevo Condado. Trakten runt El Nuevo Condado består till största delen av jordbruksmark.